# Rolf Walter (Grafiker)
Rolf Walter (* 1942 in Chemnitz) ist ein deutscher Gebrauchsgrafiker.

## Leben und Werk
Walter besuchte von 1958 bis zum Abitur 1961 die Arbeiter-und-Bauern-Fakultät für bildende Kunst an der Hochschule für Bildende Künste Dresden und absolvierte danach bis 1963 eine Lehre als Gebrauchswerber. Er trat der SED bei. Von 1964 bis 1969 studierte er an der Kunsthochschule Berlin-Weißensee. Dort hatte er bis 1972 eine Aspirantur. Dann promovierte er bei Fred Staufenbiel.
Von 1972 bis 1973 war Walter Künstlerischer Leiter der DEWAG-Werbung Berlin und ab 1973 stellvertretender Leiter des Instituts für baugebundene Kunst der Kunsthochschule Berlin-Weißensee, das seinen Sitz im Berliner Monbijou-Park hatte. Er nutzte dort, vor allem neben Lutz Brandt, Heinrich Tessmer und Walter Womacka, die Atelierräume. Eine seiner wichtigsten Aufgaben war die Koordinierung der künstlerischen Arbeiten im Zusammenhang mit der Errichtung der großen Neubaugebiete Berlin-Marzahn und Hellersdorf. Dazu leitete er u. a. ab 1975 die Arbeitsgruppe für die künstlerische Gestaltung des Neubaugebiets Marzahn.
Walter war bis 1990 Mitglied des Verbands Bildender Künstler der DDR und dort ab Anfang der 1970er Jahre Mitglied der Zentralen Arbeitsgruppe Architektur und bildende Kunst.

## Ehrungen
- 1981: Orden Banner der Arbeit Stufe I (im Kollektiv)
- 1984: Kunstpreis des FDGB

## Veröffentlichter Essay
- Berlin-Marzahn. Anliegen und Notwendigkeit komplexer Stadtgestaltung. In: Bildende Kunst, Berlin, 1981, S. 434–438